# Месячные минеи
Месячная мине́я, или Служебная мине́я (церк.-слав. минíа; от греч. μηναῖα — мн. ч. от μηναῖον — «месячный, одномесячный, длящийся месяц»; от βιβλίον μηναῖον — месячная книга или τροπολόγιον μηναῖον — месячный Тропологий) — в Православной церкви разновидность церковнослужебной минеи (церковнослужебного сборника, содержащего службы неподвижных — приходящихся на фиксированные даты — праздников церковного года), содержащая службы святым на каждый день года и торжественные службы на Господни и Богородичные праздники, приходящиеся на определённый день месяца.
Представляет собой комплект из 12 богослужебных книг: каждый месяц в отдельном томе. Тома именуются по месяцам: «сентябрьская минея», или «минея на месяц сентябрь» и т. п. Месяцы и дни указываются по юлианскому календарю: первый том начинается с 1 сентября по старому стилю. Месячные минеи принадлежат к традиционному составу богослужебных книг Православной церкви.

## История
Календарную основу Минеи составили праздники константинопольского происхождения. В византийскую Месячную минею вошли тексты, созданные авторами константинопольской достудийской (Андрей Критский, Герман Константинопольский), палестинской (Иоанн Дамаскин, Косма Маюмский), константинопольской студийской (Феодор Студит, Климент, Феофан Начертанный, Иосиф Песнописец и др.) и итало-греческой (с конца X — XI веков; Нил Россанский, Варфоломей Младший) традиций.
Месячные минеи были среди первых книг, переведённых на славянский язык. В X—XI веках путём дополнения и редактирования Праздничной минеи сложилась славянская Месячная минея. Это происходило в процессе византинизации славянского богослужения и его ориентации на константинопольские литургические образцы, что привело к вытеснению многих оригинальных древнеболгарских текстов Минеи переводными.
Отдельные тома месячных миней сохранились в списках XI века: (Путятина минея на май; новгородские минеи на осенние месяцы, изданные Игнатием Ягичем в 1886 году.

## Печатные издания
Первое типографское издание месячных миней было произведено в Москве в 1607—1611 годах (печатник Иван Андроников Невежин), второе — в 1619—1630 годах (в первых томах печатник Иосиф Кириллов). Среди последующих изданий также преобладают московские. Последнее дораскольное издание произведено в 1645—1646 годах, первое исправленное — в 1689—1691 годах, второе — в 1692—1693 годах. Исправленное издание «строка в строку» воспроизводилось примерно раз в десять лет вплоть до середины XIX века. С 1840-х годов появились издания разного формата и в новом оформлении, от «кабинетных» миней обычного книжного формата до огромных, предназначенных для использования непосредственно на богослужении; ранее же малоформатные издания были крайне редки — известно издание «карманного формата» 1710 года.
Из-за объёма и дороговизны (например, типичное издание 1782 года стоило «дватцать рублевъ безъ переплету») Месячные минеи имелись далеко не в каждом храме и заменялись комплектом из Общей и Праздничной минеи.